# Sucha Balka (Kamjanske)
Sucha Balka (ukrainisch Суха Балка; russisch Сухая Балка Suchaja Balka) ist ein Dorf in der Oblast Dnipropetrowsk im Zentrum der Ukraine mit etwa 523 Einwohnern.
Das Dorf liegt im Nordosten des Stadtgebietes von Schowti Wody und gehört (im Einklang mit der Entscheidung des Exekutivkomitees des Regionalrats der Volksdeputierten der Oblast Dnipropetrowsk vom 15. April 1967 Nr. 263) zu dessen Stadtgemeinde.
Das Dorf ist größtenteils vom Gemeindegebiet des Dorfes Bohdano-Nadeschdiwka umgeben. Der nächstgelegene Bahnhof ist der der Stadt Pjatychatky in 9 km Entfernung.
Die Bewohner leben überwiegend von der Landwirtschaft.
Am 12. Juni 2020 wurde das Dorf ein Teil der neugegründeten Stadtgemeinde Schowti Wody, bis dahin war sie ein Teil der Stadtratsgemeinde Schowti Wody unter Oblastverwaltung im Westen des sie umgebenden Rajons Pjatychatky.
Am 17. Juli 2020 kam es im Zuge einer großen Rajonsreform zum Anschluss des Rajonsgebietes an den Rajon Kamjanske.

## Bevölkerungsentwicklung
Während das Dorf bei der Volkszählung 1989 noch 952 Einwohner zählte, sank die Zahl bis Oktober 2014 auf 756 Einwohner.
| 1989 | 2001 | 2014 |
| ---- | ---- | ---- |
| 952  | 787  | 756  |

Quellen:
1989: 
2014: 